# Ernest Wurth
Johann Ernst (Ernest) Wurth (Wormeldange, 20 september 1901 – Ettelbruck, 24 november 1976) was een Luxemburgs jurist en kunstschilder.

## Leven en werk
Ernest Wurth was een zoon van wijnhandelaar Pierre Joseph Julius Wurth en Maria Magdalena Bach. Hij werd opgeleid aan het Lycée Classique in Echternach en studeerde in Parijs aan de École des beaux-arts en de Académie Julian. Hij studeerde daarna rechten en werd ingeschreven aan de balie van Luxemburg. Na de Duitse inval in Luxemburg, studeerde hij tot 1944 geneeskunde aan de universiteiten van Montpellier, Parijs, Bonn, Heidelberg, München en Straatsburg. Hij werkte als advocaat tot hij in 1946 toetrad tot de rechterlijke macht in het groothertogdom. Hij begon als vrederechter en bekleedde diverse functies tot hij in 1952 werd benoemd tot districtscommissaris in Luxemburg. In 1966 ging hij met pensioen. Wurth had een aantal nevenfuncties, onder meer als lid van de Commission des Sites et Monuments Nationaux en in 1951 als stichtend lid en eerste voorzitter van Amitiés Italo-Luxembourgeoises. Laatstgenoemde organisatie werd opgericht om de vriendschappelijke betrekkingen tussen Italië en Luxemburg te intensiveren. Hij ontving voor zijn werk op dit gebied een onderscheiding in de Italiaanse Orde van Verdienste.
Kunst
Naast zijn werk bleef Wurths interesse voor kunst en was hij als schilder actief. Hij sloot zich aan bij de kunstenaarsvereniging Cercle Artistique de Luxembourg, waar hij van 1921 tot 1953 deelnam aan de salons. Hij exposeerde daarnaast in binnen- en buitenland. Wurth ontving een zilveren medaille voor zijn werk op de Exposition Internationale des Arts et Techniques dans la Vie Moderne, de wereldtentoonstelling van 1937 in Parijs. In 1987 verscheen een monografie over de kunstenaar. In een recensie noemde d'Letzeburger Land Wurths "kunst om in zijn representaties van landschappen altijd een evenwichtige opname te vinden, die hand in hand gaat met een harmonieuze architecturale compositie, zodat elk werk ons een ideaal perspectief geeft van het gereproduceerde object. Schilderen is voor Ernest Wurth geen vlucht naar een andere wereld, maar eerder "een poging om de dagelijkse rompslomp en zorgen uit te bannen", een poging om in aandachtige meditatie een sereen contact met de wereld te herontdekken."
Wurth trouwde in 1948 met Denise Conrath. Uit dit huwelijk werd twee zoons geboren, onder wie diplomaat en schilder Hubert Wurth. Ernest Wurth overleed in 1976, op 75-jarige leeftijd.

## Onderscheidingen
- 1956 Commandeur in de Orde van Verdienste van de Republiek Italië
- Officier met de kroon in de Orde van Verdienste van Adolf van Nassau
- Officier in de Orde van Verdienste van het Groothertogdom Luxemburg
- Ridder in de Orde van de Eikenkroon